# Hysteria (chanson de Def Leppard)
Pour les articles homonymes, voir Hysteria.
Hysteria est une chanson du groupe de hard rock britannique Def Leppard, parue sur l'album Hysteria, en 1987.
Le single a atteint la 9e place dans l'US Mainstream Rock (Billboard).